# Stichophthalma fruhstorferi
Stichophthalma fruhstorferi är en fjärilsart som beskrevs av Johannes Karl Max Röber 1903. Stichophthalma fruhstorferi ingår i släktet Stichophthalma och familjen praktfjärilar. Inga underarter finns listade i Catalogue of Life.